# Грицак Павло Ількович
Грицак, Павло Ількович (нар. 25 квітня 1980, Київ) — телевізійний і кіно-продюсер, медіа-менеджер, топ-менеджер ПАТ НСТУ (НТКУ, «Перший»). Виконавчий продюсер Eurovision Song Contest в Україні в 2017 і 2005 рр. Генеральний продюсер організаційного, творчого і технічного забезпечення Junior Eurovision Song Contest 2013, член адміністративної ради European Broadcasting Union (EBU) 2005-2006. З 2007 року засновник та керівник міжнародної компанії в галузі комунікацій і телевізійного виробництва Euromedia.

## Кар'єра
- 1998—2001: телевізійний журналіст, відповідальний за випуск програм (УТ-1/Перший Національний), позаштатний кореспондент газети «Поступ».

- 2002—2005: директор Дирекції міжнародних відносин Національної телекомпанії України (НТКУ). На цій посаді організовував спільну роботу НТКУ з міжнародними організаціями, керував трансляцією Олімпійських ігор та участю делегації НТКУ в Олімпійських Іграх та ЄВРО 2004, організовував перші трансляції українських телепрограм за кордоном, першу трансляцію в Україні міжнародного пісенного конкурсу «Євробачення [Архівовано 2 серпня 2002 у Wayback Machine.]».

- 2003: організовував і керував першою участю України в міжнародному пісенному конкурсі Євробачення у місті Рига (Латвія).

- 2003—2007: продюсував серію великомасштабних телевізійних подій, зокрема Дні Європи в Україні, СНІД ТБ-марафони, та інші.

- 2004: очолював українську делегацію на «Євробаченні» у Стамбулі (Туреччина). Представниця України Руслана посіла 1 місце з рекордною на той час кількістю голосів від телеглядачів і національних журі Європи. Завдяки цій перемозі Україна вперше отримала право проведення конкурсу у 2005 році.

- 2004—2007: член наглядової ради «Євробачення». Виконавчий продюсер «Євробачення 2005». Координував проведення пісенного конкурсу в Україні.

- 2005: віце-президент Національної телекомпанії України. На цій посаді керує міжнародною діяльністю та членством НТКУ у міжнародних організаціях, зокрема Європейській Мовній Спілці.

- 2005—2006: член Адміністративної ради Європейської Мовної Спілки (European Broadcasting Union).

- 2007: засновує та очолює міжнародну компанію Euromedia, що спеціалізується на проектах в галузі телебачення, шоу-бізнесу та міжнародних спортивних подій в Україні, Європі, країнах Латинської Америки, Азербайджані, Грузії, Казахстані, країнах Азії.

- 2008: автор ідеї та виконавчий продюсер масштабного шоу «Легенди та сенсації Євробачення» у Белграді, Сербія. Концерт за участю переможців конкурсу «Євробачення» названо найбільшою за масштабом неофіційною подією конкурсу в 2008 році. Захід транслювався в 9 країнах Європи.

- 2006—2012: Радник управлінської команди заявки UEFA EURO 2012 зі сторони Федерації футболу України. Співорганізатор та продюсер всеукраїнського туру «Вболівай з найкращими» для вболівальників UEFA EURO 2012. 11 міст країни, більше 1 мільйона глядачів. Організатор концертів і прямих трансляцій в офіційній фан-зоні UEFA на Майдані Незалежності.

- 2013: керував повним виробничим та організаційним циклом проведення в Україні Дитячого пісенного конкурсу «Євробачення 2013» (Junior Eurovision Song Contest 2013). Тогорічний конкурс транслювався в 12 країнах Європи та став першим прецедентом подібного масштабу задіяних технологій і рівня телевізійного продакшену для цієї події.

- 2014—2015: Генеральний продюсер проектів в рамках Перших Європейських Ігор (1st European Games), Баку, Азербайджан. Керував розробкою і впровадженням міжнародної рекламної та інформаційної кампанії на каналах CNN, BBC, Eurosport, Euronews, Canal+, ARD, ZDF та інших. Очолювана Павлом Грицаком компанія Euromedia здійснювала технічне аудіовізуальне забезпечення 21 спортивної арени, а також організацію офіційних фан-зон та проведення «Естафети вогню» в 58 містах країни.

- 2015: Генеральний продюсер проектів у рамках XIII Європейського Олімпійського фестивалю (European Youth Olympic Festival[en]), Тбілісі, Грузія. Зона відповідальності команди під керівництвом Павла Грицака: технічне забезпечення та зйомка Церемонії Відкриття та 9 видів спортивних змагань, організація прямих трансляцій, щоденників зі спортивних майданчиків, міжнародна рекламна та інформаційна кампанія на каналах Euronews, Eurosport, CNN.

- 2016: керував розробкою та реалізацією проекту в рамках проведення Літніх Олімпійських Ігор, РІО 2016: виготовлення та монтаж візуальних промо носіїв на 49 стадіонах в Бразилії загальною площею більше 500 тисяч м2.

- 2016: стає співініціатором запуску першої 100 % україномовної радіостанції Radio1.ua.

- 2016: член Організаційного комітету Пісенного конкурсу Євробачення 2017[1].

- 2016: компанією Euromedia отримані ліцензії на мовлення в Україні телеканалів «Історія ЄМ», «Репетитор ТВ» та «Farmer&Agro TV», ведеться підготовка до початку мовлення.

- 2017: Павло Грицак працює на посадах заступника генерального директора, продюсера музичних та спортивних програм та заступника директора виконавчого (центральної дирекції) ПАТ НСТУ — оновлена суспільна телерадіокомпанія України, телеканал «Перший».

- 20 вересня 2017 року у Берліні відбулось робоче засідання організаторів Пісенного Конкурсу Євробачення. Виконавчий супервайзер конкурсу пан Йон Ола Санд почав засідання з подяки Павлові Грицаку, виконавчому продюсеру Євробачення 2017 і його команді за вражаючу роботу, яку вони провели для того, щоби конкурс в Україні відбувся. Пан Санд відзначив, що попри серйозні виклики, що стояли перед організаторами конкурсу в Україні, місцевий організатор Національна суспільна телерадіокомпанія України гідно впорався із своєю місією та забезпечив три вражаючих прямоефірних шоу з Києва у травні. Пан Грицак і його команда офіційно закінчили передачу конкурсу представникам каналу організатору 2018 року — RTP (Португалія), Європейській Мовній Спілці та наглядовій раді конкурсу Євробачення.

## Продюсерська діяльність
- Продюсував розробку, адаптацію та виробництво міжнародних, національних та власних телевізійних форматів: «Вишка»/«Splash» 2013; Олімпійська студія Сочі, 2014; Студія чемпіонату світу з футболу, 2014; «Краса по-українські»; «Пристрасті за Ревізором»; «Голос»/«The Voice» 2014—2016; «Хто хоче навчатись в Україні»; «Велика Сцена»/«Boyuk Sehne»; «100 пісень Казахстану»; «Дві зірки»; «Детективи».
- Продюсер участі у конкурсі «Євробачення» представників різних країн в період 2003—2016 років. У тому числі: Руслана (2004, Стамбул, Туреччина — 1 місце), Тіна Кароль (2006, Афіни, Греція — 7 місце), Aysel&Arash (2009, Москва, Росія — 3 місце), Ell/Nikki (2011, Дюсельдорф, Німеччина — 1 місце), Farid Mammadov (2013, Мальме, Швеція — 2 місце), Марія Яремчук (2014, Копенгаген, Данія — 6 місце).
- Виконавчий продюсер Пісенного Конкурсу Євробачення 2017.

## Соціальна та гуманітарна діяльність
- 2008: співініціатор та продюсер благодійного концертного теле-марафону «Ти не один [Архівовано 1 грудня 2016 у Wayback Machine.]» для допомоги постраждалим від повені 2008 року, Канал 1+1, Україна.

- 2009: співкерівник міжнародної соціальної кампанії з протидії торгівлі людьми «Людина — не товар»/«Not for sale [Архівовано 29 травня 2014 у Wayback Machine.]».

- 2012—2013: автор ідеї, продюсер та керівник проекту популяризації української освіти закордоном [Архівовано 16 листопада 2016 у Wayback Machine.] спільно з Інформаційно-іміджевим Центром Міністерства Освіти і Науки України.[2]

- 2013—2016: керівник серії соціальних проектів в партнерстві з Українською лігою розвитку паліативної та хоспісної допомоги. Зокрема «Жити до останнього подиху» та «Крок за обрій».

- 2014: ініціатор, керівник і меценат туру українських музикантів «Підтримаємо своїх[недоступне посилання з липня 2019]» в містах Луганської і Донецької областей та в місцях дислокації ЗСУ і добровольчих батальйонів.

## Освіта
Павло Грицак отримав вищу освіту з політології, історії та управління активами. Навчався та отримав дипломи в: Університеті Марії Кюрі-Склодовської (Люблін, Польща), Національному університеті «Києво-Могилянська академія» (Київ, Україна), Київському національному університеті імені Тараса Шевченка (Київ, Україна), Українському інституті розвитку фондового ринку (Навчально-методичний центр Національної комісії з цінних паперів та фондового ринку, Київ, Україна).